# Полски октомври
Полският октомври или октомврийското размразяване (на полски: Październik '56 или odwilź gomułkowska/październikowa) – промяна на вътрешната политика на Полската Народна Република през 1956 г., свързана със смяна на партийното ръководство и либерализация на политическата система в страната.

## Исторически контекст
Смъртта на Сталин през 1953 г. поставя началото на политически промени в СССР, както и в зависимите от него държави. В Полша се появяват искания за реабилитиране на жертвите на сталинския терор, включително на ветераните от Армия Крайова, изтегляне на съветските военни от страната, постигане на икономическа независимост.
През декември 1953 г. Юзеф Швятло – офицер от висок ранг в държавна сигурност, бяга на Запад и разкритията му по вълните на Радио „Свободна Европа“ през есента на 1954 г. за безчинствата на органите на държавна сигурност предизвикват брожение в редиците на партията. През януари 1955 г. ЦК на ПОРП публично заклеймява репресиите на сталинския период. 
В управляващата партия се очертават две фракции. Пулавската група настоява за бърза десталинизация, при която вината за т.нар. „грешки и изопачавания“ да бъде приписана на Сталин и кръга около него. Представителите на тази фракция подкрепят либерализацията и демократизацията на политическия живот. Натолинската група обединява политици, които носят в по-малка степен носят лична отговорност за политиката от сталинисткия период. Те изискват отправяне на обвинения срещу полските сталинисти в лицето на пулавската група, поддържане на приятелските отношения с СССР, благодарение на което постепенно да се уталожи социалното напрежение, предизвикано от репресиите, и да се запази статуквото. 

## Смъртта на Болеслав Берут и протестите в Познан
Смъртта на първия секретар на ЦК на ПОРП Болеслав Берут в Москва на 12 март 1956 г. засилва още повече натиска върху сталинистите. Постът му е поет от Едвард Охлаб, който не се радва на висок обществен авторитет. Същевременно социалното напрежение в страната нараства. На 28 юни 1956 г. в Познан е обявена всеобща стачка, съпътствана от мащабни улични демонстрации, при които са завзети редица обществени сгради. Макар и потушени с танкове (жертвите са около 75 души), тези протести са остро предупреждение за дълбоката криза в комунистическата система. Въпреки че стачката е провокирана от икономически причини, тя изразява и чувството за липса на социална справедливост, вкоренено в съзнанието на работниците.
И за двете политически фракции е осезаема необходимостта да се избере нов ръководител с неопетнени ръце. Той е открит в лицето на Владислав Гомулка, главен секретар на ПОРП (1943 – 1948), арестуван през август 1951 г. по обвинение в дясно-националистически пристрастия, възприеман от мнозина като жертва на сталинисткия период. Едвард Охаб предлага да се оттегли доброволно от своя пост, но решението не е съгласувано с Москва. 

## Партийният пленум от октомври 1956
На 19 октомври 1956 г. ЦК на ПОРП свиква VІІІ пленум за решаване на вътрешната криза. Съветските войски, базирани в Шльонск и на Балтийско море, започват да се придвижват към столицата на страната. Активизират се и подразделения на полската армия, ръководени от съветския маршал и министър на отбраната на Полша Константи Рокосовски. Разнасят се слухове, че населението ще бъде въоръжено за съпротива срещу съветските войници. В навечерието на пленума Хрушчов пристига неочаквано в полската столица заедно със съветска делегация. В преговори, продължили цяла нощ, Гомулка успява да го убеди, че предприемането на реформи няма да подкопае принципите на системата и да отклони Полша от пътя на социализма. В историческата си реч от 20 октомври полският политик осъжда сталинските беззакония, криворазбраните методи, използвани при колективизацията, и прекомерната зависимост от СССР. След разговора с Хрушчов, новият първи секретар на партията се радва на обществено доверие и подкрепа, каквито не постига никой друг комунистически лидер в Полша.

## Последици
Вследствие от решенията на октомврийския пленум се осъществяват редица реформи:
- Рокосовски е свален от командването на полската армия и се връща в СССР заедно със съветските офицери и съветници.
- Действията на ДС са ограничени, някои от най-изявените ѝ служители са изправени пред съд. Временно е либерализирана цензурата.
- Дискредитирани директори на фабрики са отстранени от своите позиции. На тяхно място се формират работнически съвети.
- Почти всички колективни земеделски стопанства са разпуснати.
- Постига се компромис с католическата църква. Полският примас, кардинал Стефан Вишински, е освободен след три години затвор. Петима католически депутати от групата „Знак“ получават места в Сейма.
- Над 200 000 поляци се връщат от принудително изселване в СССР.
- Облекчава се режимът за пътуване в чужбина и общуване с поляците, живеещи на Запад.
- Културата е освободена от идеологическия натиск, отхвърля се доктрината на соцреализма като единствен творчески метод.

Надеждите за по-радикални промени са разбити от жестокото потушаване на Унгарската революция през ноември 1956 г. Размразяването продължава много кратко. Още през декември 1956 г. са създадени Моторизираните подразделения на гражданската милиция, чиято основна задача е да потушават публични демонстрации. През 1957 г. независимият седмичник „По просту“ („Казано ясно“), е закрит, а през 1958 г. са разпуснати работническите съвети. Постепенно се засилва натискът върху интелектуалците, а очакваните икономически реформи така и не се осъществяват. 